# Álvaro Parente

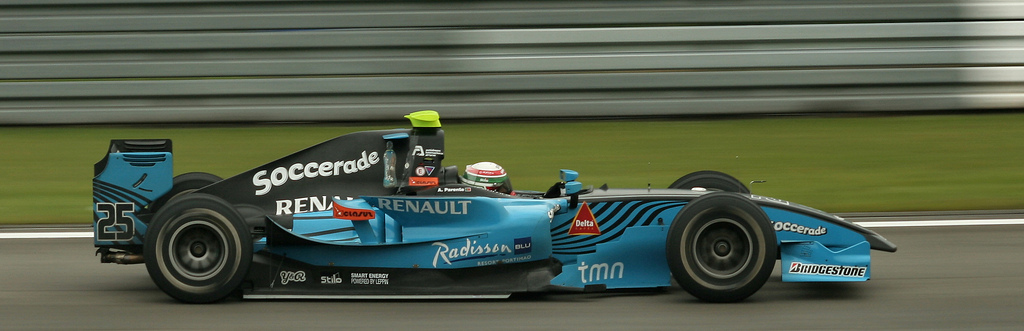
Álvaro Parente i GP2 Series 2009.

Álvaro Parente, född 4 oktober 1984 i Porto, är en portugisisk racerförare.

## Racingkarriär
Parente slog igenom som ett stort portugisiskt framtidshopp, när han som vann Formula Renault 3.5 Series 2007. Han har även vunnit det brittiska F3-mästerskapet. 2010 tävlar han i Superleague Formula för FC Porto och var det tänkt att Parente skulle vara reservförare för det nya Formel 1-stallet Virgin Racing, men han ersattes av Andy Soucek.

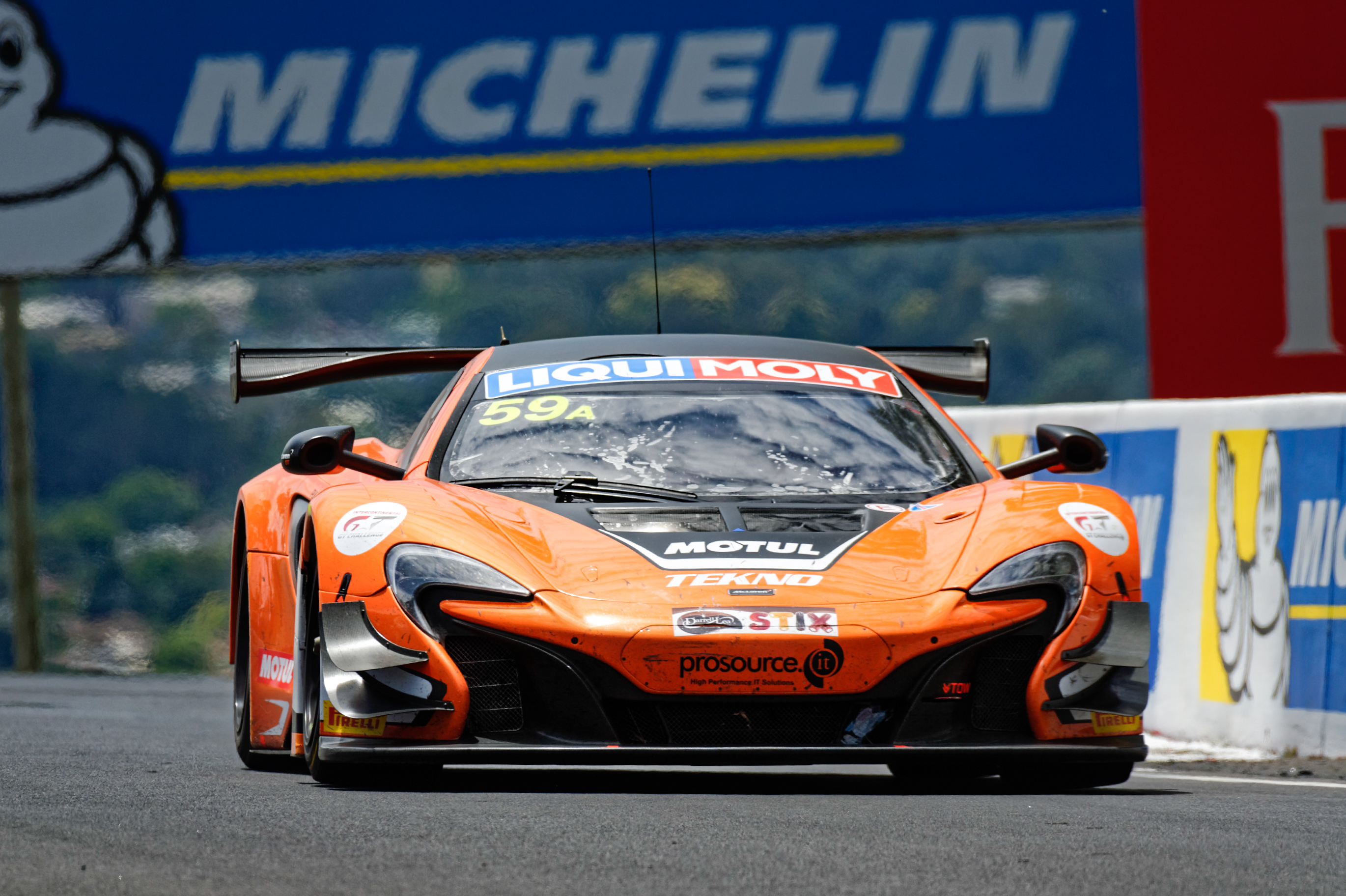
Parente under Bathurst 12H 2016 som han vann tillsammans med Shane Van Gisbergen och Jonathon Webb.